# Wereldkampioenschappen zeilwagenrijden 2002
De wereldkampioenschappen zeilwagenrijden 2002 waren door de Internationale Vereniging voor Zeilwagensport (FISLY) georganiseerde kampioenschappen voor zeilwagenracers. De 9e editie van de wereldkampioenschappen vond plaats in het Amerikaanse Ivanpah Dry Lake (Nevada).

## Uitslagen
| klasse   | Goud             | Zilver        | Brons               |
| -------- | ---------------- | ------------- | ------------------- |
| Klasse 2 | Lester Robertson | Bill Dale     | Bernard Morel       |
| Klasse 5 | Brice Petit      | Xavier Faucon | Aurélien Morandière |

1975 ·
1980 ·
1981 ·
1987 ·
1993 ·
1998 ·
2000 ·
2002 ·
2004 ·
2006 ·
2008 ·
2010 ·
2012 ·
2014 ·
2018 ·
2020